# TCL Chinese Theatre
O TLC Chinese Theater Imax (Teatro Chinês ou antigamente Grauman’s Chinese Theatre) é um cinema localizado no número 6925 da Hollywood Boulevard, em Hollywood, Califórnia, Estados Unidos. Ao longo de sua fachada situa-se a histórica "Forecourt of the Stars" (o Pátio das Estrelas, em tradução livre).
Atualmente é o único cinema da Califórnia que possui tecnologia IMAX Laser, o que proporciona imagens com maior definição e maior realidade. Essas melhorias são fruto da recente parceria com a TCL Corporation, empresa chinesa de eletrônicos, que agora dá nome ao teatro. Desde que foi inaugurado em 1927, o Chinese Theatre é um dos cinemas mais conhecidos e icônicos de Hollywood.
Estima-se que 5 milhões de pessoas visitem anualmente o Chinese Theater.

## História
O Chinese Theatre foi encomendado após o sucesso do Grauman's Egyptian Theatre, aberto em 1922. Construído ao longo de 18 meses, iniciando a construção em janeiro de 1926 por uma parceria liderada por Sid Grauman, o teatro foi oficialmente aberto em 18 de maio de 1927 com a estreia do longa-metragem The King of Kings. Desde então, foi e tem sido o lar de muitas première de filmes, além de três cerimônias do Oscar. As características mais distintivas do teatro são os blocos de concreto localizados no pátio, que carregam assinaturas, marcas de mãos e marcas de pés de personalidades de movimentos populares desde a década de 1920 até os dias atuais.
A empresa Meyer & Holler, criadora do Egyptian Theatre, foi contratada para projetar um "tipico teatro palácio" com design chinês. O principal arquiteto do projeto era Raymond M. Kennedy. Sid Grauman financiou e possuía um terço do Chinese Theatre, seus outros sócios no empreendimento foram a atriz canadense Mary Pickford, o ator Douglas Fairbanks.

Em 1929, Grauman decidiu se aposentar e vender sua parte para a cadeia de teatros de William Fox. No entanto, alguns meses depois, Howard Hughes convenceu Sid Grauman a voltar atrás em sua decisão, porque queria que ele produzisse a estreia mundial de seu mais novo filme, o épico Anjos do Inferno.

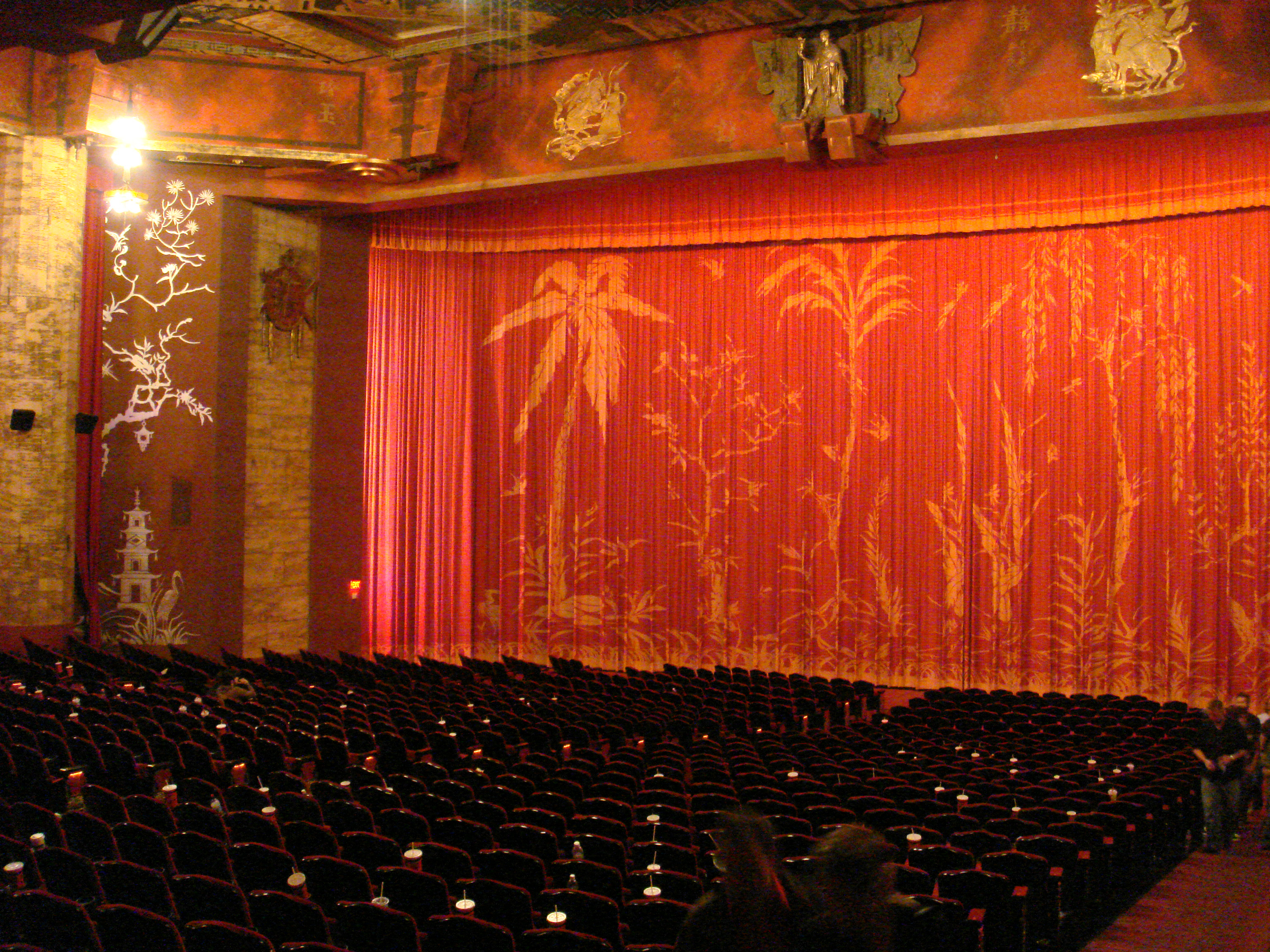
Vista interna do Chinese Theater.

 Grauman aposentou-se mais mas tarde, porém insatisfeito voltou ao teatro como diretor em 1931, e manteve essa posição até sua morte em 1950. Um dos destaques do Teatro Chinês tem sido sempre a sua grandeza e decoração. Em 1952, John Tartaglia, decorador da Catedral de Santa Sofia de Los Angeles, se tornou o chefe de decoração interior do Grauman's Chinese Theatre, bem como de toda a cadeia de teatros, então de propriedade da Fox Theatres. O teatro foi declarado em 1968 um marco histórico e cultural da cidade de Los Angeles, e passou por vários projetos de restauração desde então.
O empresário Ted Mann, proprietário da cadeia Mann Theatres e marido da atriz Rhonda Fleming, adquiriu o Grauman's Chinese Theatre em 1973 e a partir de então, até 2001, ele passou a ser conhecido como Mann's Chinese Theatre. Com a morte de Ted em 2000, a Warner Bros em parceria com a Paramount Pictures adquiriram o teatro, assim com as outras propriedades e a marca registrada Mann.
O exterior do teatro é feito para se assemelhar a um típico pagode chinês, um tipo de torre com múltiplas beiradas, comum na China. O projeto apresenta um enorme dragão chinês em toda a fachada e pequenos dragões ao longo dos lados do telhado de cobre. O auditório foi completamente restaurado, junto com grande exterior.
Muitos dos filmes da Era de Ouro de Hollywood, tiveram suas estreias no Teatro Chinês ao longo de sua história desde 1927, e até hoje essa tradição persiste.

## Calçada da Fama

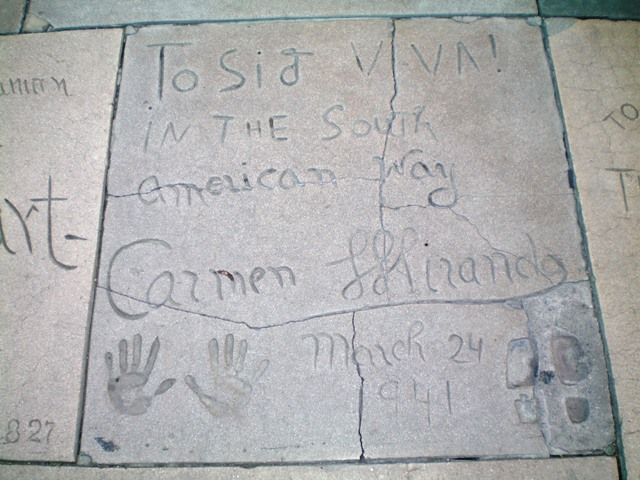
Carmen Miranda tornou-se a primeira celebridade latino-americana a deixar suas marcas no pátio do Chinese Theater.

A principal atração turística do Grauman's Chinese Theatre, é a sua mundialmente famosa "Forecourt of the Stars" (o Pátio das Estrelas, em tradução livre), nela há impressões de mãos de celebridades de Hollywood, pegadas, e autógrafos no concreto do pátio de entrada do teatro. Atualmente com mais de 304 impressões.
Variações dessa antiga tradição são as marcas dos óculos de Harold Lloyd; o charuto de Groucho Marx; as varinhas mágicas dos personagens de Harry Potter interpretados por Daniel Radcliffe, Rupert Grint e Emma Watson; o rosto em perfil de John Barrymore; as pernas da atriz Betty Grable; o punho de John Wayne; os joelhos de Al Jolson; as lâminas de patinação no gelo de Sonja Henie; e os narizes de Jimmy Durante e Bob Hope; Marilyn Monroe, por exemplo, queria que o pingo do "i" fosse um diamante, mas foi persuadida que a pedra seria roubada. Decidiu, então mergulhar um dos brincos que ela usava no cimento, mas a parte exposta foi roubada. Em 2011, Kobe Bryant tornou-se o primeiro atleta a ter suas mãos e pés impressos no lendário Chinese Theatre.
Desde 2011, tem havido uma onda de cerimônias, muitas das quais pagas por estúdios de cinema por motivos publicitários. Um dos atuais proprietários do teatro, Donald Kushner, reconheceu isso e se refere a elas como cerimônias simuladas. Este afluxo tem sido motivo de preocupação para os cinéfilos e historiadores, assim como enganosa para os fãs. No entanto, apesar do aumento de blocos de cimento, os que são colocados dentro do pátio ainda são escolhidos por uma comissão especial que seleciona celebridades com base em suas contribuições para o cinema de Hollywood.